# Bolivar (stacja metra)
Bolivar – stacja linii nr 7 bis metra w Paryżu. Stacja znajduje się w 19. dzielnicy Paryża. Została otwarta 3 grudnia 1967 r.